# Liste der Pfarrer am Königsberger Dom

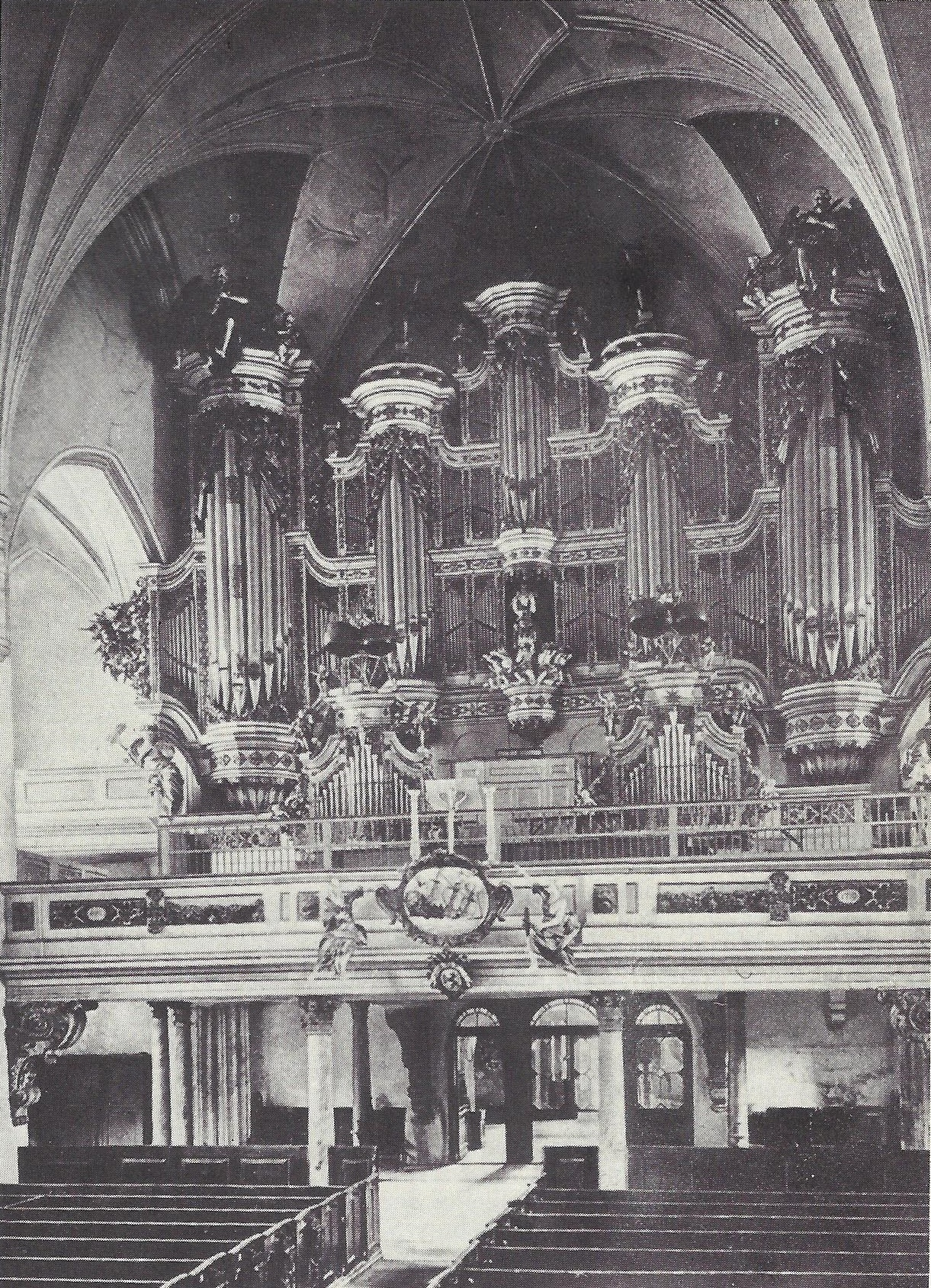
Alte Orgel im Königsberger Dom

Der Königsberger Dom in Kneiphof  war die Kirche der Studenten und Professoren an der Albertus-Universität Königsberg. Von der Reformation bis zur Schlacht um Königsberg waren jeweils zwei Pfarrer tätig. Von 1601 bis 1652 waren die Pfarrer der Haberberger Trinitatis-Kirche Inhaber einer dritten Dompfarrstelle:

## 1. Pfarrer
- Johann Briesmann, 1523–1527
- Jacob Möller, 1527–1531
- Johann Briesmann, 1531–1546
- Petrus Hegemon, 1546–1550
- Joachim Mörlin, 1550–1553
- Matthäus Vogel, 1554–1566
- Egidius Löbel, 1567–1568
- Benedict Morgenstern, 1568–1577
- Johannes Olearius, 1577–1578
- Sebastian Artomedes, 1579–1603
- Andreas Pouchenius, 1603–1613
- Georg Mylius, 1613–1626
- Cölestin Myslenta, 1626–1653
- Jacob Bolius, 1654–1670
- Jakob Sahme, 1673–1680
- Melchior Zeidler, 1681–1686
- Gottfried Stein, 1687–1695
- Paul Pomian Pesarovius, 1696–1707
- Bernhard von Sanden der Jüngere, 1707–1709
- Michael Schreiber, 1709–1717
- Christian Masecovius, 1717–1732
- Georg Friedrich Rogall, 1731–1733
- Leberecht Cleinow, 1734–1762
- Theodor Christoph Lilienthal, 1763–1782
- Johann Hartmann Christoph Gräf, 1783–1820
- Carl Heinrich Friedrich Giehlow, 1825–1828
- August Rudolf Gebser, 1829–1857
- Edmund Alexander Sondermann, 1857–1876
- Felix Kretschmar, 1876–1886
- Carl August Joh. F. Schlecht, 1886–1897
- Eugen Borgius, 1898–1908
- Johannes Paul Quandt, 1909–1933
- Fritz Ewald Quitschau, 1934–1942
- Ernst Bronisch-Holtze, 1942–1944

## 2. Pfarrer

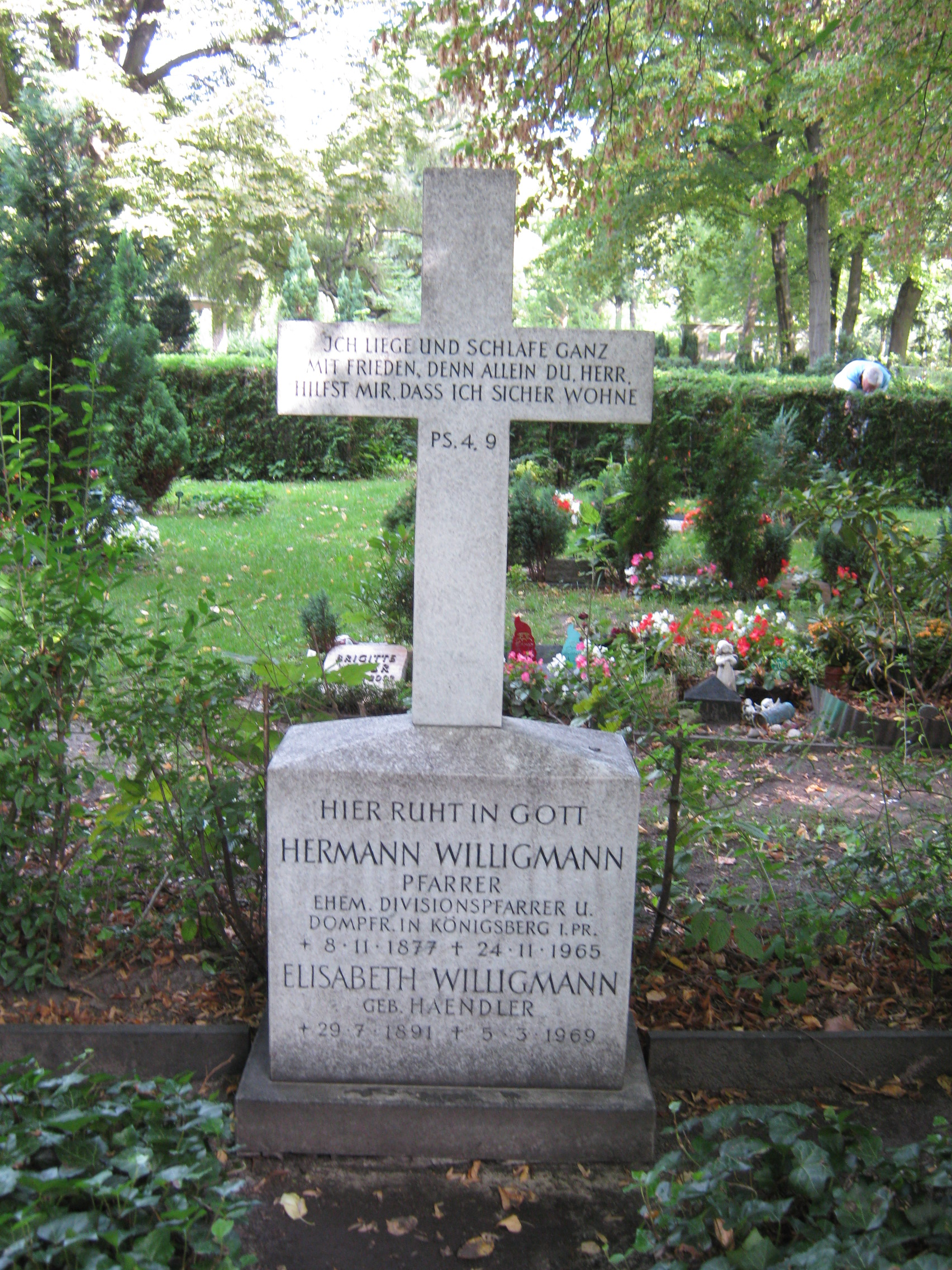
Grab Hermann Willigmanns auf dem Göttinger Stadtfriedhof (2013)

Ursprünglich waren hier Kaplane tätig, danach Diakone:
- Urban Sommer, 1523–1545
- Georg Reich, 1529–1547
- Johann Frobel, 1541–1543
- Paul Grünwald, 1545–1557
- Maretin Lemke, 1544–1557
- Heinrich Coppius, 1553–1567
- Johann Steger, 1557–1567
- Abel Birckhan, ab 1563
- Michael Junghenlein, 1567–1569
- Bartholomäus Sonntag, 1567–1569
- Christoph Zeller, 1567–1568
- Thomas Meinicke, 1568–1570
- Johann Ascensius, 1569–1572
- Laurentius Cursor, 1570–1609
- Johann Pius (Fromm), 1572–1573
- Georg Mowius, 1573–1585
- Gregor, Sagitarius, 1577–1579
- Christoph Benicius, 1585–1589
- Gottschalck Halbach, 1598–1602
- Georg Taust, 1602–1618
- Georg Mylius, 1609–1613
- Johann Vogler, 1602–1625
- Georg Schönwald, 1614
- Johann Grundt, 1614–1620
- Hermann Neuwald, 1618–1652
- Joachim Babtius, 1620–1656
- Georg Crusius, 1625
- Georg Colbe, 1625–1661
- Johann Christian Ising, 1656–1684
- Jacob Thielheim, 1661–1676
- Conrad Göritz, 1675–1690
- Georg Roschey, 1683–1690
- Heinrich Goltz, 1690–1715
- Georg Funck, 1695–1704
- Theodor Schrödter, 1704–1719
- Reinhold Stürmer, 1704–1708
- Christian Flottweil, 1707–1727
- Michael Lilienthal, 1715–1719
- Zacharias Regius, 1720–1750
- Johann Heinrich Kreuschner, 1720–1730
- Gottfried Heinrich Goltz, 1727–1758
- Christoph Schöneich, 1730–1762
- Georg Nicolai, 1750–1793
- Johann Carl Gronert, 1761–1776
- Johann Friedrich Brandt, 1763–1789
- Johann Peter Neschm 1776–1794
- Ernst Christian Anders, 1789–1827
- Christian Ephr. Stephani, 1794–1815
- Johann Samuel Theodor Zippel, 1815–1832
- Christian Gottl. Bursch, 1832–1882
- Albrecht Friedrich W.H. Herford, 1882–1909
- Albert Oskar Wilhelm Nietzki, 1909–1923
- Hermann Willigmann, 1923–1934
- Walter Strazim, 1934–1944

## 3. Pfarrer
Es handelte sich um eine Diakonenstelle, deren Inhaber zugleich Pfarrer der Haberberger Kirche waren:
- Johann Vogler, 1602–1618
- Hermann Neuwald, 1618–1652

## Pestpfarrer
Im Kneiphöfischen Sprengel wurden zusätzlich als Pestpfarrer eingesetzt:
- 1620–1621: Martin Wolder
- 1709: Johann Thiel
- 1709–1710: Johann Bigon

## Hilfsprediger
- Karl Kunert, 1906–1911
- Theodor Freiherr von Saß, 1911–1917 (?)
- Ernst Körner, 1915–1917